# Manduel
Manduel este o comună în departamentul Gard din sudul Franței. În 2009 avea o populație de 5.691 de locuitori.

## Evoluția populației
| An        | 1975  | 1982  | 1990  | 1999  | 2006  | 2009  |
| --------- | ----- | ----- | ----- | ----- | ----- | ----- |
| Populație | 2.389 | 3.554 | 5.579 | 5.748 | 5.729 | 5.691 |